# José de Fábrega

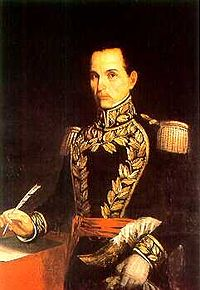
José de Fábrega

José de Fábrega (* 19. Oktober 1774 in Santiago de Veraguas; † 11. März 1841) war ein panamaischer Staatsmann. Er gilt als Held der Unabhängigkeit Panamas von Spanien.
De Fábrega, auch Fábrega, begann seine militärische Laufbahn schon in sehr frühem Kindesalter. Sein Vater erhielt die Erlaubnis, seinen Sohn José zum Offiziersanwärter zu machen, als dieser erst drei Jahre alt war. Im Jahre 1789 wurde er – im Alter von 15 Jahren – zum Leutnant ernannt. Ab 1814 diente Fábrega als Statthalter in der Stadt Santiago de Veraguas, einer Hochburg der Spanien-Treuen, wie Fábrega selbst einer war. Im Jahre 1815 wurde er zum Oberleutnant befördert, im Jahre 1821 zum Generalmajor.
Am 10. November 1821 erklärte der Ort La Villa de Los Santos auf der Halbinsel Azuero mit dem Primer Grito de Independencia en la Villa de Los Santos seine Unabhängigkeit von der spanischen Krone. Anstatt – wie erwartet – die Unabhängigkeitsbewegung zu unterdrücken, ließ sich Fábrega auf Gespräche ein. Die Befürworter der Unabhängigkeit überzeugten ihn, so dass Fábrega am 26. November 1821 ein Treffen von Vertretern aller panamaischen Städte einberief. Dort erklärte man am 28. November die Unabhängigkeit von Spanien und trat gleichzeitig dem bolivarianischen Großkolumbien bei. Simón Bolívar nahm dies an, ernannte Fábrega zum Gouverneur und Oberbefehlshaber der Provinz Panama und verlieh ihm den Ehrentitel „Befreier des Isthmus“. Im Jahre 1830 löste sich die Föderation Großkolumbien auf, Fábrega unterdrückte die Bewegung von General José Domingo Espinar, der Panama von Großkolumbien loslösen wollte.
Von 1832 bis 1835 war Fábrega Gouverneur von Santiago de Veraguas. Im Jahre 1837 und 1838 vertrat er Veraguas im Senat.